# Ban de la Rotte
Pour les articles homonymes, voir Rotte.
Le ban de la Rotte est une ancienne communauté du duché de Lorraine, fief de l'évêché.
En 1594, il comprenait Suisse, Brulange et Thonville. Ce ban fut cédé au roi de France en vertu du traité de Paris du 21 janvier 1718 et fut alors compris dans la province des Trois-Évêchés. Il forma une division du pays Messin qui resta composée de Brulange, Suisse et Thonville en 1756.
Le ban de la Rotte était le siège d'une justice en 1689 et d'une seigneurie mouvant de toute ancienneté de l'évêché de Metz, de laquelle dépendaient les villages de Bertraing, Chémery, Conthil, Craincourt, Destry, Lesse, Suisse, Thicourt et Vintrange ainsi que les moulins de Sainte-Croix, près de Brulange, et de Guettepoulle, près de Suisse.

## Toponymie
Il devait son nom à la Rotte, un affluent de rive droite de la Nied.
Anciennes mentions : Ban de la Rotter (1758).